# Zyzomys argurus
Zyzomys argurus is een knaagdier uit het geslacht Zyzomys dat voorkomt in Australië. Zijn verspreidingsgebied bestaat uit vier gescheiden populaties: de Pilbara en nabijgelegen eilanden in het noordwesten van West-Australië; van de Kimberley in het noorden van West-Australië tot Noordwest-Queensland; de Tully Range in Midden-Queensland; van Cooktown tot Mount Inkerman langs de oostkust van Queensland. Meestal leeft hij in rotsachtige gebieden. In het westen van zijn verspreidingsgebied is hij algemener dan in het oosten.
Z. argurus is zowel de kleinste als de wijdstverspreide soort van zijn geslacht. De rug is goud- of grijsbruin, de onderkant wit of lichtgrijs. De voeten zijn van boven roze. De oren zijn olijfbruin. De staart is rozegrijs en wordt geleidelijk dunner en behaarder vanaf de dikke, naakte wortel tot de smalle, harige punt. De kop-romplengte bedraagt 74 tot 124 mm, de staartlengte 90 tot 122 mm, de achtervoetlengte 18 tot 24 mm, de oorlengte 16 tot 20 mm en het gewicht 35 tot 75 gram. Vrouwtjes hebben 0+2=4 mammae.
De soort is 's nachts actief. Overdag slaapt hij in diepe rotsspleten. Hij eet zaden, wortels, insecten en schimmels. De meeste jongen worden geboren in het natte seizoen (maart-mei), maar er worden het hele jaar lang jongen geboren.
Australische rotsrat (Zyzomys pedunculatus) · Carpentarische rotsrat (Zyzomys palatilis) · Zyzomys argurus · Zyzomys maini · Zyzomys rackhami† · Zyzomys woodwardi